# Dirty Dancing (musical)
Dirty Dancing is een musical uit 2004.
Het verhaal van de musical is gebaseerd op dat van de film Dirty Dancing uit 1987, over een meisje (Frances) dat tijdens haar vakantie verliefd wordt op een dansleraar.
De wereldpremière van de musical was op 18 november 2004 in Sydney. De Nederlandse versie van de musical, geproduceerd door Stage Entertainment, ging op 9 maart 2008 in première in het Beatrix Theater in Utrecht.
Hoofdrolspeelster Jette Carolijn van den Berg werd in datzelfde jaar voor haar rol genomineerd voor de John Kraaijkamp Musical Award. De Nederlandse tekst is van Laurens Spoor.

## Nederlandse cast
| Rol                     | Uitvoerende                                                 |
| ----------------------- | ----------------------------------------------------------- |
| Johnny Castle           | Martin van Bentem                                           |
| Alternate               | Marcus van Teijlingen                                       |
| Understudy              | Ferry de Graaf                                              |
| Frances “Baby” Houseman | Jette-Carolijn van den Berg                                 |
| Alternate               | Daphne Denters                                              |
| Understudy              | Natascha de Jong, An De Brandt, Marlies Winkel              |
| Penny Johnson           | Frances de Jong                                             |
| Understudy              | Daphne Denters, Natascha de Jong                            |
| Dr. Jake Houseman       | Chris Tates                                                 |
| Understudy              | Ton Keunen, Bennie den Haan                                 |
| Marjorie Houseman       | Anouk van Nes, Babette van Veen                             |
| Understudy              | Tineke Blok, Nicole Berendsen                               |
| Lisa Houseman           | Noortje Herlaar                                             |
| Understudy              | Daphne Denters, An De Brandt                                |
| Max Kellerman           | Maarten Wansink                                             |
| Understudy              | Ton Keunen, Kees van Lier                                   |
| Neil Kellerman          | Jeroen Wijnhorst                                            |
| Understudy              | Robbert van den Bergh, Tommie Christiaan                    |
| Robbie Gould            | Ferry de Graaf                                              |
| Understudy              | Marcus van Teijlingen, Jurriaan Bles, Robbert van den Bergh |
| Billy Kostecki          | Joey Schalker                                               |
| Understudy              | Bram Blankestijn, Tommie Christiaan                         |
| Vivian Pressman         | Nicole Berendsen                                            |
| Understudy              | Tineke Blok                                                 |
| Moe Pressman            | Ton Keunen                                                  |
| Understudy              | Bennie den Haan, Iwan Dam, Jurriaan Bles                    |
| Meneer Schumacher       | Kees van Lier                                               |
| Understudy              | Ton Keunen, Bennie den Haan                                 |
| Mevrouw Schumacher      | Sylvia Alberts                                              |
| Understudy              | Winny Rolfes, Jorien Molenaar                               |
| Tito Suarez             | Mike Ho Sam Sooi                                            |
| Understudy              | Pierre Alexandre, John Oldenstam                            |
| Stan                    | Iwan Dam                                                    |
| Understudy              | Bennie den Haan, Tommie Christiaan                          |

'14-'18 · '40-'45 (België) · '40-'45 (Nederland) · De 3 Biggetjes · 3 Musketiers · Aida · Alice in Wonderland · A xXxmas Carola · Anatevka · Assepoester · Belle en het Beest · Billie Holiday · Bloedbroeders · The Bodyguard · Cabaret · Camelot · Cats · Chicago · Ciske de Rat · Cyrano de Bergerac · De Schone van Boskoop · Daens · Dirty Dancing · Doe Maar! · Domino · Doornroosje · Dracula · Drood · Elisabeth · Evita · Fame · De Finale · Flashdance · Foxtrot · Goodbye, Norma Jeane · Grease · Hair · High School Musical · De Jantjes · Jekyll & Hyde · Jersey Boys · Jesus Christ Superstar · Kadanza · De kleine zeemeermin · Koning van Katoren · Kruimeltje · Kuifje: De Zonnetempel · Kunt u mij de weg naar Hamelen vertellen, mijnheer? · The Last Five Years · Lelies · The Lion King · The Little Mermaid · Love Story · Lover of Loser · Mamma Mia! · De man van La Mancha · Mary Poppins · Les Misérables · Miss Saigon · Muerto! · De Muze van Rubens · My Fair Lady · On Your Feet! · Op hoop van Zegen · Oorlogswinter · The Passion · Pauline & Paulette · The Phantom of the Opera · Pinokkio · Red Star Line · Rembrandt · Robin Hood · Romeo en Julia, van Haat tot Liefde · De Rozenoorlog · Shhh...it happens! · Shrek · Soldaat van Oranje · Spring Awakening · De sprookjesmusical Klaas Vaak · Sneeuwwitje · The Sound of Music · Tarzan · Titanic · Turks fruit · Urinetown · De Vliegende Hollander · Wat Zien Ik?! · Wicked · The Wild Party · The Wiz · Wickie de viking de musical
    Portaal Musical